# Salvatore Mormile
Salvatore Mormile, né en novembre 1839 à Naples et mort à une date inconnue, est un peintre italien, principalement de genre, figures et portraits.

## Biographie
Salvatore Mormile naît en novembre 1839 à Naples,.
Il étudie à l'Institut Royal des Beaux-Arts de Naples, où il remporte de nombreux prix. Il expose ses œuvres en 1869 à l'Exposition Nationale de Naples: Il Savonarole. À la Promotrice de Naples, parmi ses œuvres exposées figurent : Un exelsior militare et Uno straordinario. Il peint aussi Il mese mariano, et un certain nombre de scènes de genre dont Le pompeiane dei secolo XIX. Il est probable qu'il soit le frère du célèbre peintre, Gaetano Mormile, né également en 1839 et actif à Naples.